# القوة الجوية السابعة
القوة الجوية السابعة (Seventh Air Force) وتختصر إلى (7 AF)، وتُعرف أيضاً باسم (القوات الجوية في كوريا - Air Forces Korea)، هي قوة جوية مسلسلة تابعة للقوات الجوية الأمريكية في المحيط الهادئ (PACAF). يقع مقرها الرئيسي في قاعدة أوسان الجوية، كوريا الجنوبية.

## وصلات خارجية
- Seventh Air Force Factsheet
- Seventh Air Force Homepage
- United States Forces Korea Web Site